# NRK2

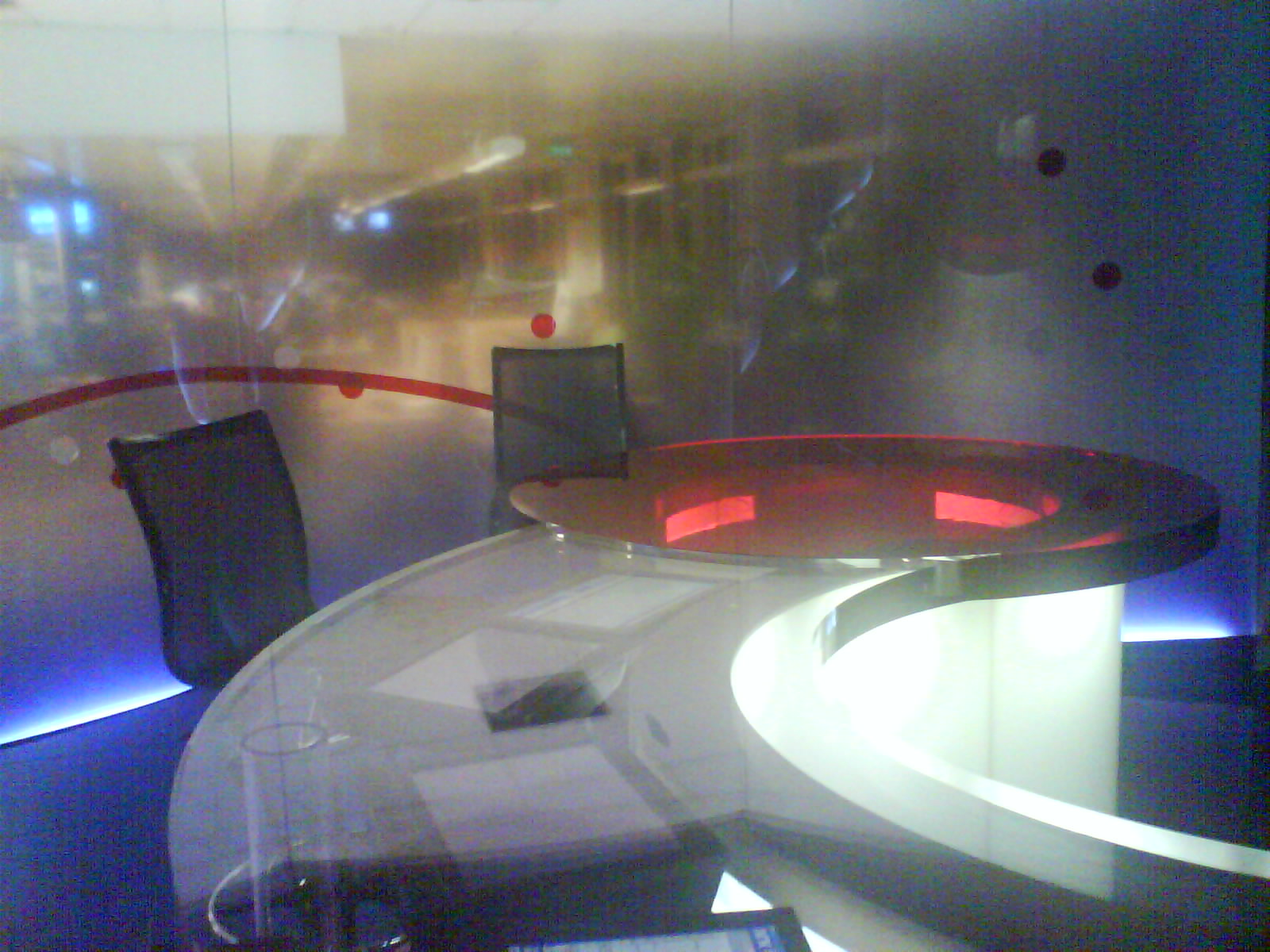
Nachrichtenstudio des NRK2 (Studio 7)

NRK2 ist der zweite Fernsehsender der staatlichen norwegischen Rundfunkgesellschaft NRK. Das Programm nahm 1996 in Oslo den Sendebetrieb auf. Ursprünglich waren die Schwerpunkte des Programms Kultursendungen, Dokumentationen und Dramen. Seit 2007 ist NRK2 der Aktualitätssender des NRK; Schwerpunkte sind tagsüber nahezu nonstop Nachrichten und abends Debatten, Dokumentationen und Kultursendungen.
Im ersten Quartal 2012 hatte der Sender einen Marktanteil von 5,1 %
Der Sender berichtete im Juni 2011 134 Stunden live von einer Reise der MS Nordnorge, was in Norwegen für einen Zuschauerrekord und einen Marktanteil während der Sendung von bis zu 35 % sorgte.

## Senderlogos

Logo von 1996 bis 2000
Logo von 2000 bis 2011
Logo des HD-Ablegers von 2010 bis 2011
Senderlogo von 2011 bis 2024
Senderlogo des HD-Ablegers von 2011 bis 2024
Logo seit 2024